# Glazuur (biologie)

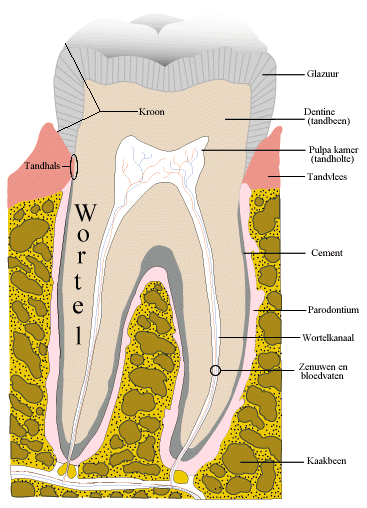
Tandglazuur op de tand

Het tandglazuur, soms tandemail, adamantine of substantia adamantina genoemd, is de buitenste laag van de tandkroon die rond de dentine gelegen is. Tandglazuur bestaat uit kristalvormig hydroxyapatiet.

## Vorming van glazuur
Glazuur wordt gevormd door ameloblasten. De ameloblasten maken actief glazuur, wanneer de tand of kies wordt gevormd in het kaakbot.

## Afbraak van glazuur
- Cariës: De calciumkristallen kunnen door inwerking van zuren, die zelf afkomstig zijn van de afbraakproducten van bacteriënsuikers, opgelost worden. Zo ontstaat cariës.
- Erosie: Erosie wordt veroorzaakt door zuur vanuit eten en drinken. Zo kan het fosforzuur uit cola glazuur oplossen.
- Abrasie: Wanneer er veel kracht op de tanden en kiezen wordt uitgeoefend tijdens het poetsen, kan het glazuur beschadigen en verdwijnen. Dit wordt abrasie genoemd. Vaak wordt abrasie waargenomen net boven de grens tussen het tandvlees en de tand. Omdat abrasie meestal door de tandenborstel veroorzaakt wordt, treedt abrasie dan ook vaak op op plekken waar de tandenborstel makkelijk bij kan.
- Attritie: Wanneer de tanden bij eten of knarsen over elkaar heen schuiven, zal slijtage van het glazuur optreden. Dit wordt attritie genoemd.
- Abfractie: Bij abfractie zien we vaak een stukje glazuur dat van de tand of kies breekt, veroorzaakt door interne spanningen in de tand. Deze interne spanningen worden b.v. veroorzaakt door klemmen.

## Herstel van glazuur
Fluorionen kunnen zich binden met beschadigd glazuur, zodat fluorapatiet ontstaat dat als kenmerk heeft dat ze veel meer resistent is tegen zuren, en zo cariës tegengaan. Deze vorm van tandbescherming is te vinden in fluoridehoudende producten zoals fluoridetabletten en fluoridehoudende varianten van tandpasta, mondwater en zelfs keukenzout.

## Etymologie

### Glazuur
De Nederlandse naam glazuur is afkomstig van het Hoogduits Glasur, afgeleid van Glas. In het Duits gebruikte men voorheen ook het woord Glasur voor tandglazuur. De vorm glazuur is eventueel ontstaan onder invloed van het woord lazuur. Glas is een harde stof en kwam/komt in verscheidene talen voor in de huidige betekenis van glas (Oudengels:glæs, Hedendaags/Middel-/Oudhoogduits: Glas), maar ook eerder als barnsteen (Oudengels: glær, Latijn: glaesum, glesum of glessum). De oorspronkelijke betekenis was het glinsterende. Dat is ook terug te zien in de verwantschap tussen glas en het Duits Glanz en Gleissen. Het woord gaat terug op een Indo-Germaanse wortel glê-.
De Romeinen gebruikten zelf het woord vitrum voor glas. Afleidingen van vitrum voor tandglazuur vindt men terug in het medisch Latijn (substantia vitrea, indumentum vitreum), het Frans (substance vitrée) en het Engels (vitreous substance).
Daarnaast bestaat er in het medisch Latijn nog odonthyalus, een woord afgeleid uit de Oudgriekse woord voor glas, ὕαλος, en tand, ὀδούς.

### Adamantine
In het Nederlands wordt naast tandglazuur ook nog de term adamantine gebruikt. Deze term kwam als substantia adamintina voor in de uitgaven van de officiële Latijnse nomenclatuur Nomina Anatomica, goedgekeurd in 1895 in Bazel en in 1935 in Jena. Aanverwante vormen komen voor in het medisch Latijn (adamantina, substantia adamantina dentis, stratum adamantinum, crusta adamantina, crusta dentium adamantina), het Engels (adamantine, adamantine layer), het Spaans (capa adamantina) en het Duits (Adamantin).
Het woord adamantine komt in het Oudgrieks voor als het stofelijk bijvoeglijk naamwoord ἀδαμάντινος, ijzeren/stalen, maar ook overdrachtelijk als zeer hard. Het is afgeleid van ἀδάμας, dat in twee hoofdbetekenissen voorkomt, namelijk als gehard ijzer/staal en als diamant. Het woord bestaat uit een alpha privans en het werkwoord δάμαω, zullen temmen of overweldigen. Het woord ἀδάμας betekent dan eigenlijk ook onbedwingbaar. Het werkwoord δάμαω is verwant met Duits Zähmen, Engels to tame, Nederlands temmen, Latijn domare (temmen) en Sanskriet dam-. In het Nieuwgrieks wordt ook de vorm ἀδαμαντίνη voor tandglazuur gebruikt.

### Email
Ook wordt er in het Nederlands gesproken over tandemail. Het woord email is afkomstig van het Frans émail, Oudfrans esmail/ esmal van de denkelijke Frankische vorm smalt, met de betekenis gesmolten glas. In het Frans wordt nog steeds de term email of émail dentaire gebruikt voor tandglazuur. Met de toevoeging en is het Engelse woord enamel (=tandglazuur) ontstaan, via het Oudengels amel, eveneens afkomstig van esmail..
Het begrip substantia adamatina uit de Nomina Anatomica werd vervangen in de uitgave uit 1955 door enamelum, gehandhaafd tot en met de laatste uitgave Terminologia Anatomica uit 1998. In het klassieke Latijn bestaat echter geen vorm enamelum. Het eerste deel en- kent een overeenkomstige vorm in- in het Latijn, maar is zelf is geen Latijn. Van de relevante overige vormen in de moderne talen (Frans: émail, Spaans: esmalte, Portugees: esmalte, Italiaans: smalto, Duits: Schmelz) lijkt het Neolatijn enamelum het meest overeen te komen met het Engelse woord.
Afgeleid van de Oudengelse vorm amel zijn ook de namen ameloblast en amelogenesis, ook voorkomend in het Nederlands (ameloblast), het Duits (Ameloblast), het Frans (améloblaste, amélogénèse), het Spaans (amelogénesis) en het Italiaans (amelogenesi) Het tweede deel van de namen is echter afgeleid van het Oudgrieks βλαστός, spruit/loot en γένεσις, oorsprong/ontstaan.
In de huidige Terminologia Histologica (voorheen Nomina Histologica), de lijst met officiële Latijnse histologische nomenclatuur, komt de term ameloblastus voor, in gebruik sinds de eerste uitgave van de Nomina Histologica. Als voorkeursterm (en voor het eerst geïntroduceerd) wordt de term enameloblastus sinds de tweede uitgave van de Nomina Histologica gebruikt.
Samenstelling met het Oudgrieks ἀδάμας komen echter ook voor buiten de officiële nomenclatuur zoals in het Nederlands (adamantoblast), het Duits (Adamantoblast), het Frans (adamantoblaste) en het Engels (adamantoblast).